# Huntsville (Alabama)
Huntsville é a cidade mais populosa do estado americano do Alabama e sede do condado de Madison. A cidade também se estende a oeste até o condado vizinho de Limestone e ao sul até o condado de Morgan. Foi fundada em 1809 e incorporada em 1860. Seu nome é uma homenagem a John Hunt. É banhada pelo rio Tennessee.

## Geografia
De acordo com o Departamento do Censo dos Estados Unidos, a cidade tem uma área de 568,7 km², dos quais 564,9 km² estão cobertos por terra e 3,7 km² (0,7%) por água.

## Demografia
Desde 1900, o crescimento populacional médio, a cada dez anos, é de 46,8%.

### Censo 2020
De acordo com o censo nacional de 2020, a sua população é de 215 006 habitantes e sua densidade populacional é de 380,6 hab/km². Seu crescimento populacional na última década foi de 19,4%, bem acima do crescimento estadual de 5,1%. É a cidade mais populosa do Alabama, subindo duas posições em relação ao censo anterior, ultrapassando Birmingham e Montgomery. É a 105ª cidade mais populosa dos Estados Unidos.
Possui 100 391 residências que resulta em uma densidade de 177,7 residências/km² e um aumento de 18,2% em relação ao censo anterior. Deste total, 8,3% das unidades habitacionais estão desocupadas. A média de ocupação é de 2,3 pessoas por residência.
Sua região metropolitana abriga uma população de 491 723 habitantes.

### Censo 2010
Segundo o censo nacional de 2010, sua população era de 180 105 habitantes e sua densidade populacional de 318,8 hab/km². A cidade possuía 84 949 residências que resultava em uma densidade de 156,9 residências/km².

## Marcos históricos
O Registro Nacional de Lugares Históricos lista 72 marcos históricos em Huntsville, dos quais seis são Marcos Históricos Nacionais. O primeiro marco foi designado em 10 de setembro de 1971 e o mais recente em 21 de junho de 2021, o Edmonton Heights Historic District.

## Galeria

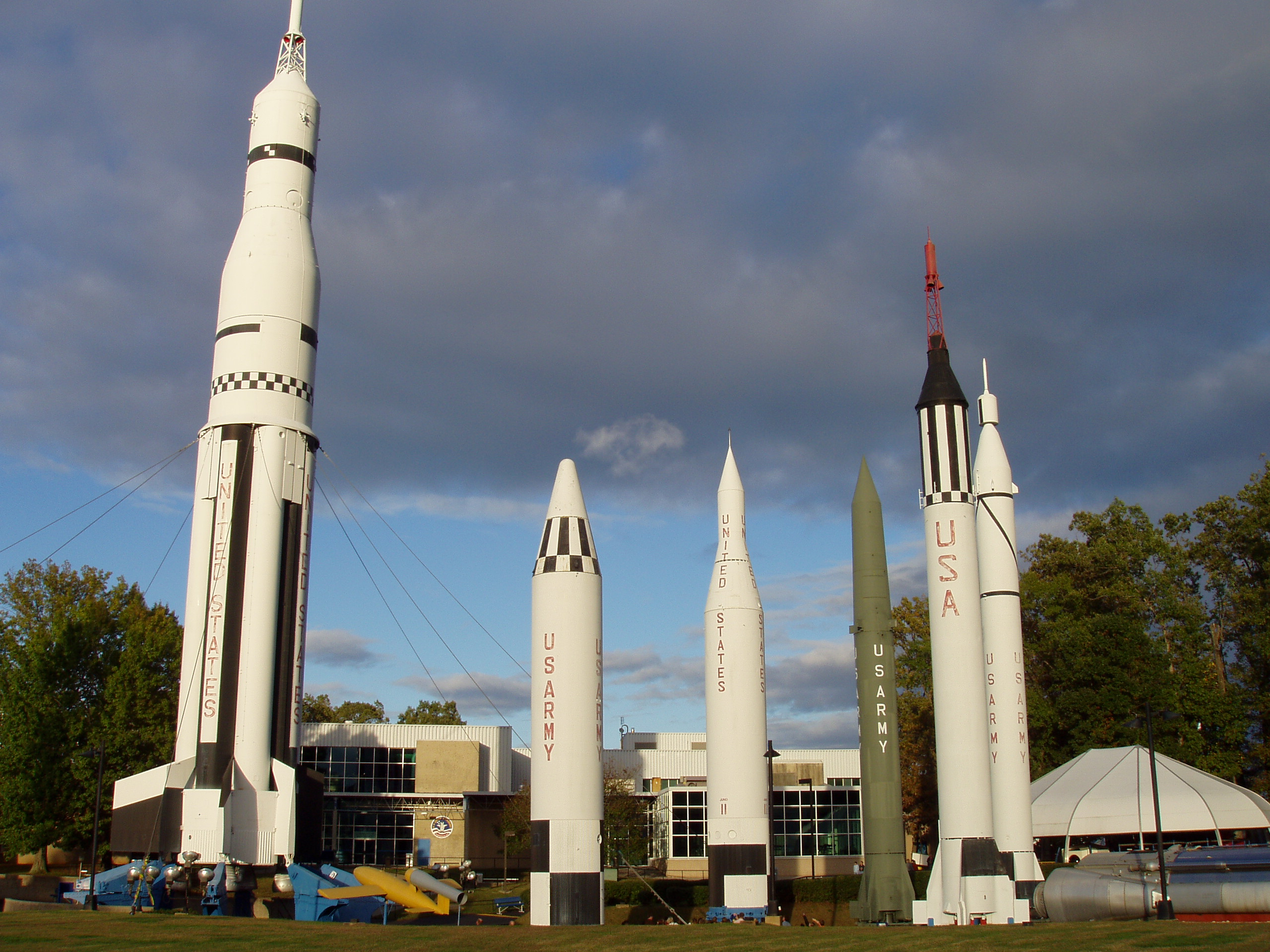
Foguetes em Hunstsville
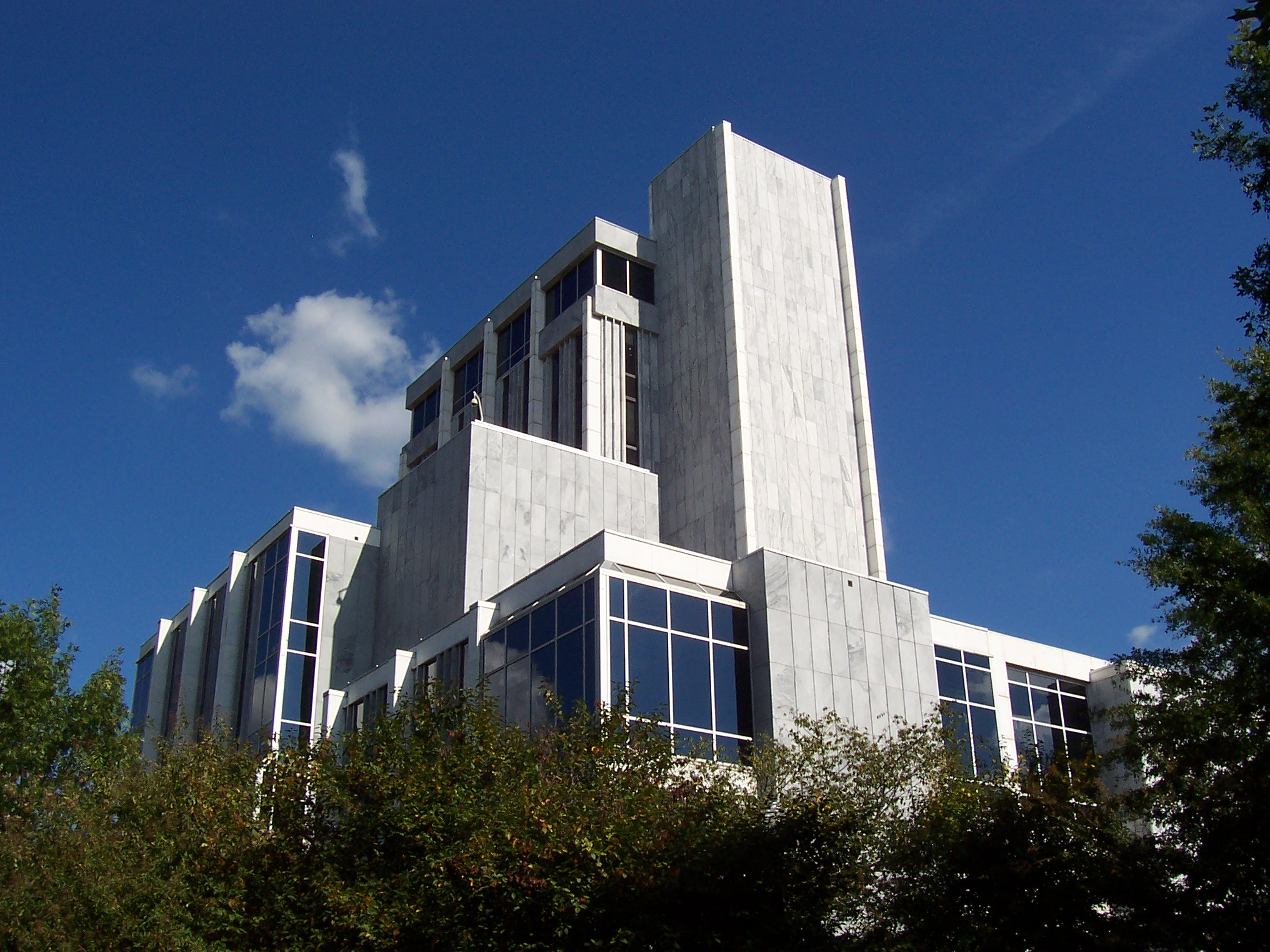
Prefeitura de Huntsville